# 丹戎檳榔
丹戎檳榔 / 廖都為印尼廖內群島省的首府，座落於廖內群島最大島民丹島上，是民丹岛最大的城市。

## 歷史
在500年前，当葡萄牙殖民者进攻马六甲时，马六甲苏丹马末沙战败，逃到民丹岛并建立了这个城市以对抗葡萄牙人，后来成为一个著名的商业港口，吸引了印度和中国的商人交易，同时有许多中国人移民到此。

## 交通
- 有渡輪和快艇連接巴淡、新加坡（距離 40 公里）和新山。
- 航空運輸：拉贾·哈吉·斐萨比里拉国际机场